# Saison 3 des Tortues Ninja
Chronologie
Saison 2 Saison 4
Cet article présente les épisodes de la troisième saison de la série télévisée d'animation américaine Les Tortues Ninja diffusée du 3 octobre 2014 au 27 septembre 2015 sur Nickelodeon.
En France, la troisième saison est diffusée du 3 novembre 2014 au 11 octobre 2015 sur Nickelodeon France puis rediffusée sur France 4.

## Épisodes
| № | #  | Titre français / (Titre original)                                    | Réalisation      | Scénario                           | Première diffusion | Première diffusion | Audiences |
| --- | -- | -------------------------------------------------------------------- | ---------------- | ---------------------------------- | ------------------ | ------------------ | --------- |
| 53 | 1  | Au Fond des bois (Within the woods)                                  | Sebastian Montes | Brandon Auman                      | 3 octobre 2014     | 3 novembre 2014    | 1,42      |
| Après de long mois passé dans une maison de campagne appartenant à la famille d'April à la suite de leur cuisante défaite à New York, Leo est toujours dans le coma et Splinter, porté disparu depuis son combat avec Shredder. Lorsque Leo se réveille enfin, un souffle d'espoir renaît parmi la bande. Mais ils sont toujours inconscients que quelque chose rôde la nuit dans les bois environnent... |    |                                                                      |                  |                                    |                    |                    |           |
| 54 | 2  | La Chasse au Big Foot (A Too Big Foot)                               | Michael Chang    | Doug Langdale                      | 10 octobre 2014    | 10 novembre 2014   | 1,31      |
| Lors d'une session d'entraînement, Mikey et Donnie rencontrent un Big Foot sauvage, laquelle, puisque c'est en réalité une fille, tombe amoureux de ce dernier. Donnie mesure cette nouvelle relation par rapport à son attirance obsessionnelle pour April. Ce qu'il ignore, c'est que Big Foot est traquée depuis des mois par un redoutable chasseur du nom de "Doigt Crochu". |    |                                                                      |                  |                                    |                    |                    |           |
| 55 | 3  | Secrets enfouis (Buried Secrets)                                     | Alan Wan         | Mark Henry                         | 17 octobre 2014    | 17 novembre 2014   | 1,67      |
| Durant un nettoyage de printemps de la maison de campagne, Mikey tombe sur une trappe donnant accès au sous-sol, et a un vaisseau Kraang désaffecté. Ils y retrouvent une vieille connaissance d'April, dont Mikey se méfie des véritables intentions... |    |                                                                      |                  |                                    |                    |                    |           |
| 56 | 4  | L'attaque des grenouilles mutantes (The Croaking)                    | Michael Chang    | Kevin Burke et Chris Wyatt « Doc » | 7 novembre 2014    | 24 novembre 2014   | 1,47      |
| Mikey fugue dans la forêt après s'être fait sévèrement sermonner par les autres. C'est alors qu'une grenouille mutante nommée Napoléon l'attaque pour le tester. Lui même incompris par ses pairs, il va se lier d'amitié avec Mikey. Mais la famille de Napoléon voit de très mauvais œil les humains et ceux qui les côtoient. |    |                                                                      |                  |                                    |                    |                    |           |
| 57 | 5  | Mauvais rêves (In Dreams)                                            | Sebastian Montes | Doug Langdale                      | 14 novembre 2014   | 1 décembre 2014    | 1,35      |
| Tandis que les Tortues se retrouvent piégées dans des rêves où ils se font pourchasser par d’effrayants castors géants, Casey remarque un bouquin en relation avec le sommeil dans une épicerie du coin. Peut-être existe-t-il un lien entre les 2 affaires ? |    |                                                                      |                  |                                    |                    |                    |           |
| 58 | 6  | Le Fou du volant (Race with the Demon !)                             | Alan Wan         | Gavin Hignight                     | 21 novembre 2014   | 5 janvier 2015     | 1,74      |
| Casey, aidé par Donnie, doit créer un bolide capable de terrasser un chauffard mutant du nom de "Fou du Volant", qui a eu l'audace de l’éjecter de la route un soir précédent. |    |                                                                      |                  |                                    |                    |                    |           |
| 59 | 7  | Les Yeux de la Chimère (Eyes of the Chimera)                         | Michael Chang    | Greg Weisman                       | 11 janvier 2015    | 12 janvier 2015    | 1,85      |
| April perd sa vue au profit d'une connexion télépathique avec un oiseau à la suite d'une expérience avec l'amplificateur psychique de Donnie. Sauf que cet oiseau est en réalité un mutant mi-aigle/poisson/lombric, d'où son surnom de "Chimère", qui attaque le groupe et qui kidnappe tout le monde sauf April et Leo, toujours déprimé à la suite de sa blessure. |    |                                                                      |                  |                                    |                    |                    |           |
| 60 | 8  | Quête spirituelle (Vision Quest)                                     | Sebastian Montes | Todd Casey                         | 18 janvier 2015    | 19 janvier 2015    | 2,31      |
| Les Tortues partent pour un week-end camping afin de reconnecter leur esprit avec la nature. Une apparition spectrale de leur maître leur conseillera d'affronter leurs faiblesses intérieures et de les surmonter. Mais leurs démons respectifs sont aussi dangereux que leurs ennemis dans le monde réel... |    |                                                                      |                  |                                    |                    |                    |           |
| 61 | 9  | Retour à New York (Return to New York)                               | Alan Wan         | Brandon Auman                      | 25 janvier 2015    | 26 janvier 2015    | 1,85      |
| Les Tortues se sentent prêtes à repartir pour New York, afin sauver la ville et de retrouver leur maître. Mais le mental de ce dernier a-t-il vraiment surmonté la solitude et le désespoir durant ces longs mois de réclusion ? |    |                                                                      |                  |                                    |                    |                    |           |
| 62 | 10 | Chasse au serpent (Serpent Hunt)                                     | Michael Chang    | Randolph Heard                     | 1er février 2015   | 2 février 2015     | 1,57      |
| Shredder et Leo se lancent chacun à la recherche de Karai. Mais ce que tous ignorent, c'est que Ivan Steranko et Anton Zeck aussi se mettent à la traquer, dans l'espoir de l'échanger contre une porte de sortie de la ville par Shredder. |    |                                                                      |                  |                                    |                    |                    |           |
| 63 | 11 | Le Rhinocéros et le Cochon (The Pig and the Rhino)                   | Alan Wan         | Brandon Auman                      | 8 mars 2015        | 16 mars 2015       | 1,81      |
| La vengeance de Shredder a fait son œuvre. Ivan et Anton se font métamorphoser, et Shredder leur ordonne de retrouver Karai une nouvelle fois. Sauf qu'ils préfèrent engager une vendetta personnelle contre les Tortues, qu'ils jugent responsables de leur état. |    |                                                                      |                  |                                    |                    |                    |           |
| 64 | 12 | La Bataille de New York, Partie 1 (Battle for New York, Part 1)      | Michael Chang    | Brandon Auman                      | 15 mars 2015       | 23 mars 2015       | 1,78      |
| Les Tortues croisent la route du groupe des Super Mutanimaux : Slash, Leatherhead, Pete et le Dr Rockwell (qui dispose d'une amplificateur psychique et a retrouvé la parole). Les deux quatuors doivent travailler ensemble contre le siège des Kraangs sur demande du bienfaiteur des Mutanimaux, mais Leo doute des capacités de meneur de Slash et inversement... |    |                                                                      |                  |                                    |                    |                    |           |
| 65 | 13 | La Bataille de New York, Partie 2 (Battle for New York, Part 2)      | Sebastian Montes | Mark Henry                         | 15 mars 2015       | 23 mars 2015       | 1,78      |
| Le missile de mutagène est détruit. La coalition doit maintenant sauver les habitants de la ville, piégés dans la dimension X. Les Mutanimaux doivent ouvrir le portail du TCRI et le protéger, tandis que les Tortues partent utiliser le rétro-mutagène amélioré sur les citoyens. Mais Kraang second n'a pas dit son dernier mot. |    |                                                                      |                  |                                    |                    |                    |           |
| 66 | 14 | Casey Jones combat le Crime (Casey Jones vs the Underworld)          | Sebastian Montes | Andrew Robinson                    | 22 mars 2015       | 29 Juillet 2015    | 1,85      |
| Vexé de n'avoir pu participer à la libération de New York, Casey Jones se venge en traquant impitoyablement les hors-la-lois de la ville en solitaire. Mais lorsque sa route croise celle du nouveau chef des Dragons Pourpres, Hun, Casey se rend compte qu'il n'est pas de taille à rivaliser. Sa colère le force à engager une vendetta contre son adversaire. |    |                                                                      |                  |                                    |                    |                    |           |
| 67 | 15 | Le Vengeur Toxique (The Noxious Avenger)                             | Alan Wan         | Todd Casey                         | 26 avril 2015      | 3 août 2015        | 1,74      |
| Les tortues s'allient avec un mutant fait de déchets nommé Muckman. |    |                                                                      |                  |                                    |                    |                    |           |
| 68 | 16 | Choc des Mutanimaux (Clash of the Mutanimals)                        | Michael Chang    | Henry Gilroy                       | 3 mai 2015         | 10 août 2015       | 1,57      |
| Les tortues doivent sauver Raphael et les Mutanimaux de Shredder qui veut les contrôler. |    |                                                                      |                  |                                    |                    |                    |           |
| 69 | 17 | Mon Nom est Mondo Gecko (Meet Mondo Gecko)                           | Sebastian Montes | Kevin Burke et Chris Wyatt « Doc » | 10 mai 2015        | 17 août 2015       | 1,80      |
| Michelangelo et Casey Jones rencontrent un lézard mutant nommé Mondo Gecko et l'aident à affronter Mister X qui est en réalité Fishface. |    |                                                                      |                  |                                    |                    |                    |           |
| 70 | 18 | Le Venin Mortel (The Deadly Venom)                                   | Alan Wan         | Eugene Son                         | 17 mai 2015        | 24 août 2015       | 1,70      |
| Stockman mouche a rendu sa forme humaine à Karaï.Il lui enfonce un parasite dans l'oreille, qui conditionne son cerveau à obéir aux ordres de Shredder sans discuter.Celui-ci envoi Karaï détruire Splinter, les tortues et leurs alliés humains.Karaï mort April, puis donne à Casey un baiser empoisonné. Ses serpents mordent ensuite Mikey et Raph. Puis c'est Donnie et Léo qui sont touchés par le venin. Par chance, Léo a appris le matin même à réciter des mantras qui guérissent. Il réussit à combatre le poison et à sauver ses frères et Casey. De son côté, Splinter a guéri April. Tout est bien qui finit bien. Mais Léo regrette que Karaï se soit enfuie. |    |                                                                      |                  |                                    |                    |                    |           |
| 71 | 19 | Perdu dans le Temps (Turtles In Time)                                | Micheal Chang    | Randolph Heard                     | 2 août 2015        | 5 octobre 2015     | 1,65      |
| Les Tortues se font surprendre par l'arrivée depuis un étrange portail d'une mystérieuse jeune fille au caractère insouciant et maladroit, qui s'entend tout de suite très bien avec Mikey. Reinette est une Maîtresse du Temps apprentie en provenance du futur, d'où elle vient d'empêcher un Maître du Temps maléfique, Savanti Romero, de voler un sceptre qui lui permettrait d'altérer le temps, et qui s'est lancé à sa poursuite. |    |                                                                      |                  |                                    |                    |                    |           |
| 72 | 20 | La Légende des Yokaï (Tale of the Yokai)                             | Sebastian Montes | Brandon Auman                      | 9 août 2015        | 6 octobre 2015     | 1,37      |
| Séparés de Reinette après des perturbations temporelles, les Tortues se retrouvent au Japon, à l'époque où Splinter et Shredder étaient toujours frères au sein du clan Hamato. Malheureusement, le père de Hamato Yoshi est souffrant et ce dernier souhaite reprendre le Dojo, ce qui n'est pas du goût de Tang Shen. Les Tortues devront empêcher que le cœur de Tang Shen ne penche vers Oroku Saki et ne modifie les événements du passé. |    |                                                                      |                  |                                    |                    |                    |           |
| 73 | 21 | L'Attaque du Méga-Shredder (Attack of the Mega Shredder)             | Alan Wan         | Gavin Hignight                     | 16 août 2015       | 7 octobre 2015     | 1,78      |
| Les Tortues enchaînent assauts sur assauts pour récupérer une des larves contrôleuses d'esprit du Dr. Stockman. Malheureusement, au cours de l'une d'entre elles, les trois shredders mutants entrent ensemble en contact avec du mutagène, ce qui donne naissance à une nouvelle créature gigantesque. |    |                                                                      |                  |                                    |                    |                    |           |
| 74 | 22 | L'Herbe-Barjo (The Creeping Doom)                                    | Micheal Chang    | Peter Di Cicco                     | 23 août 2015       | 8 octobre 2015     | 1,77      |
| Pendant que Donnie semble souffrir d'une perte de capacité intellectuelle après que Mikey ai renversé une décoction sur sa main, le Barjo, au contact du même produit, se régénère et semble devenir de plus en plus malin de minutes en minutes, au point de réussir à ressusciter Snake-l'Herbe à partir d'une pince conservée dans le labo. |    |                                                                      |                  |                                    |                    |                    |           |
| 75 | 23 | Piège Puissance Quatre (The Fourfold Trap)                           | Sebastian Montes | Mark Henry                         | 13 septembre 2015  | 9 octobre 2015     | 1,60      |
| Un ennemi inattendu piège les Tortues les uns après les autres. Le quatuor se fait enfermer dans diverses salles aux mécanismes mortels et doit réussir à survivre pour empêcher leur Maître de tomber dans l'embuscade tendue par les sbires de Shredder. |    |                                                                      |                  |                                    |                    |                    |           |
| 76 | 24 | Un Dinosaure dans les Égouts ! (Dinosaur Seen in Sewers !)           | Michael Chang    | Todd Casey                         | 20 septembre 2015  | 10 octobre 2015    | 1,82      |
| Au cours d'une patrouille, Raph se fait contacter par le Dr. Rockwell au sujet d'un « Dino-man » à la force hors du commun qui rôde dans les égouts de la ville, mais qui, d'après Slash, ne serait pas un mutant, mais bien un nouveau type d'extra-terrestre. |    |                                                                      |                  |                                    |                    |                    |           |
| 77 | 25 | L'anéantissement de la Terre partie 1 (Annihilation : Earth, part 1) | Sebastian Montes | Brandon Auman                      | 27 septembre 2015  | 11 octobre 2015    | 1,43      |
| Les tortues découvrent que les Krangs sont de retour et veulent envahir la Terre, malheureusement une double invasion avec celle des Tricératons, elles doivent alors former une équipe pour empêcher l'évenement. |    |                                                                      |                  |                                    |                    |                    |           |
| 78 | 26 | L'anéantissement de la Terre partie 2 (Annihilation : Earth, part 2) | Alan Wan         | Brandon Auman                      | 27 septembre 2015  | 11 octobre 2015    | 1,43      |
| Les Tortues et tous leurs alliés (Slash et le mutanimaux, Mondo Gecko, Muckman) tentent d'empêcher les Tricératons d'activer le générateur de trou noir et d'aspirer la Terre. En vain. Le capitaine Mozar kidnape Mickey et l'emmène dans l'espace. Ses Frères partent le secourir. |    |                                                                      |                  |                                    |                    |                    |           |